# Región Metropolitana de Manaos
La Región Metropolitana de Manaos (en portugués Região Metropolitana de Manaus), también conocida como Gran Manaos (Grande Manaus), reúne 13 municipios del Estado de Amazonas en un modesto proceso de conurbación. Es la mayor área metropolitana de Región Norte de Brasil con 2,7 millones de habitantes (IBGE/2015 ).Su producto interno bruto (PIB), sumaba en 2015 cerca de 73,3 millones de reales, de los cuales aproximadamente un 90% pertenecían a la ciudad de Manaos.
La RMM es el centro político, financiero, comercial, educacional y cultural de Amazonas, representando en torno al 84% de la economía y el 64%% de la población del estado.
El Gran Manaos es además la 11.ª mayor aglomeración urbana del de Brasil.

## Demografía

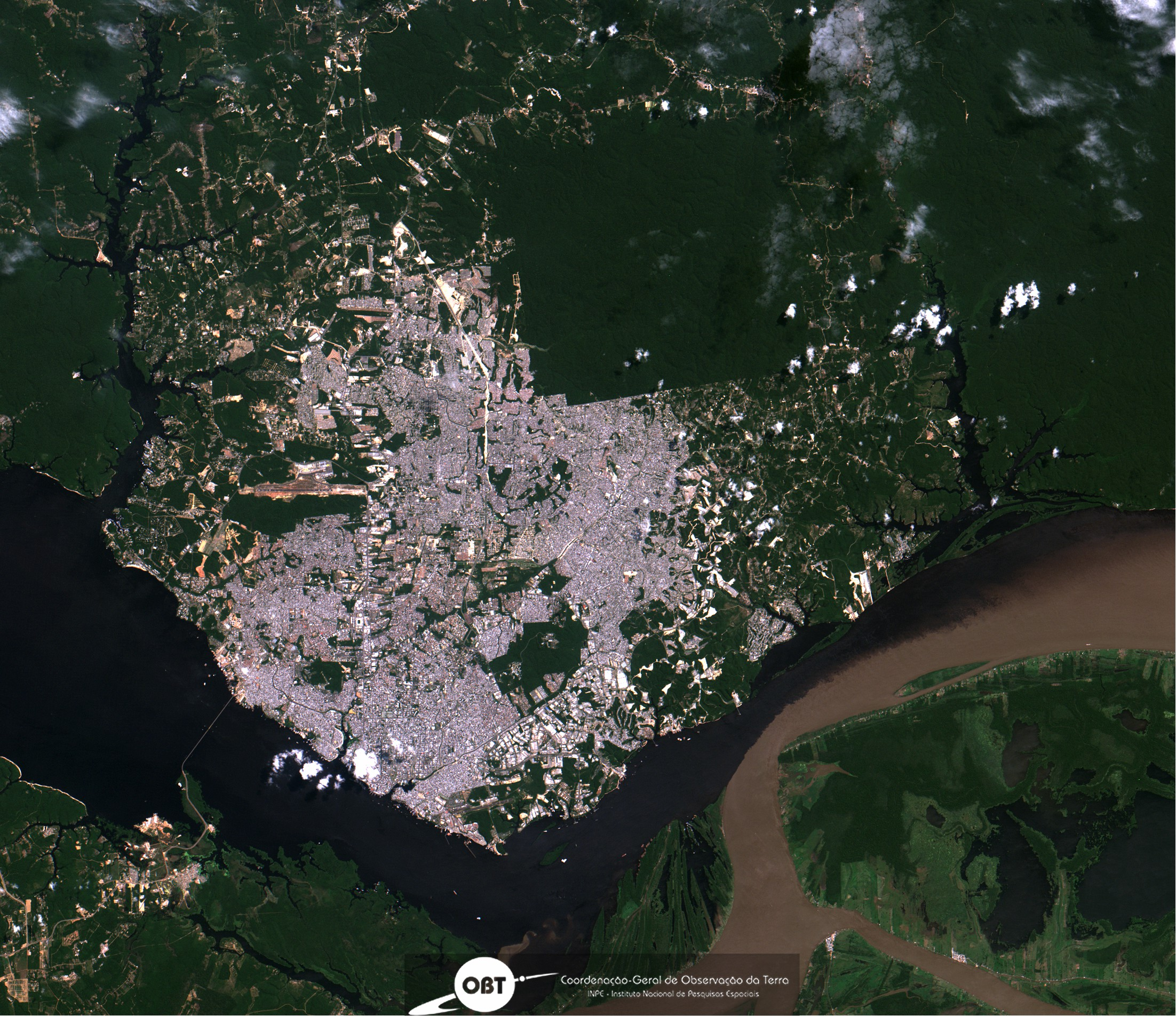
Imagen de satélite de la mancha formada por el Gran Manaos (Grande Manaus).

El crecimiento de la población del Gran Manaos ha extendido en las últimas décadas, aunque todavía es superior a la media nacional. El crecimiento se concentra cada vez más en los municipios periféricos, reduciendo año tras año la proporción de población de Manaos. La principal explicación para este fenómeno es el reducido espacio territorial del municipio central, lo que aumenta el precio del suelo en la ciudad y lleva la gente a instalarse en otros municipios fuera de la capital del estado.
Desde la década de 1960, Manaos crece a tasas muy por encima del promedio nacional. Entre 1980 y 1991, Manaos creció el 57,3%.
Las ciudades más pobladas de la RMM son, en orden descendente, Manaos, Itacoatiara, Manacapuru, Iranduba y Autazes, que en conjunto suman más del 90% de la población del área metropolitana.

## Economía
El área metropolitana de Manaos tiene un PIB de alrededor de 73,1 mil millones de reales. Los sectores de comercio y servicios son muy importantes para la RMM, concentrándose en Manaos. En el sector industrial se encuentra presente con industrias electrónica, motocicletas, petroquímica y alimenticia. Por medio de los incentivos fiscales de la Zona Franca de Manaos, más de medio millón de industrias se instalan en la capital del Amazonas.
La producción económica está altamente concentrada en unos pocos municipios. Los municipios de Manaos, Itacoatiara y Manacapuru en conjunto representan el 95% del PIB de la zona metropolitana.

## Municipios
La RMM está constituida por 13 municipios:
| N° | Municipio             | Población (censo 2018) |
| -- | --------------------- | ---------------------- |
| 1  | Autazes               | 38.830                 |
| 2  | Careiro               | 29.384                 |
| 3  | Careiro da Várzea     | 4.618                  |
| 4  | Iranduba              | 47.571                 |
| 5  | Itacoatiara           | 116.799                |
| 6  | Itapiranga            | 9.064                  |
| 7  | Manacapuru            | 101.236                |
| 8  | Manaquiri             | 31.147                 |
| 9  | Manaos                | 2.145.444              |
| 10 | Novo Airão            | 18.974                 |
| 11 | Presidente Figueiredo | 35.352                 |
| 12 | Rio Preto da Eva      | 32.577                 |
| 13 | Silves                | 9.110                  |
| -  | Total                 | 2.631.239              |